# Jan Halvor Halvorsen
Jan Halvor Halvorsen (Bamble, 8 maart 1963) is een voormalig Noors voetballer, die speelde als verdediger. Hij sloot zijn loopbaan in 1996 af bij de Noorse club Byåsen IL en werd vervolgens trainer-coach.

## Interlandcarrière
Halvorsen speelde in totaal vijf officiële interlands voor de nationale ploeg van Noorwegen. Onder leiding van bondscoach Ingvar Stadheim maakte hij zijn debuut voor zijn vaderland op 15 november 1989 in de WK-kwalificatiewedstrijd tegen Schotland (1-1) in Glasgow. Hij viel in dat duel na 83 minuten in voor Terje Kojedal.

## Erelijst
Aarhus GF
- Beker van Denemarken

1992